# Mendelův strom
Mendelův strom se nachází ve Smetanových sadech vedle kostela svatého Jana Křtitele v části Město města Opava v okrese Opava. Nachází se také v pohoří Opavská pahorkatina v Moravskoslezském kraji. Je to dub letní (Quercus robur).

## Další informace
Strom byl slavnostně vysazen dne 2. května 2022 jako připomínka 200. výročí narození českého vědce, kněze a světově proslulého zakladatele genetiky Johana Gregora Mendela (1822–1884). Strom je v blízkosti budovy Zemského archivu, tj. v bývalé budově kde Mendel studoval a zároveň se nachází v blízkosti místního Mendelova gymnázia, které nese jeho jméno. Dub byl vybrán proto, že je to strom slovanský i germánský, v souvislost s českým a německým jazykem, kterými Mendel mluvil.